# Баумен (округ, Північна Дакота)
Шаблон:StateAbbr_ 46°07′ пн. ш. 103°31′ зх. д. / 46.11° пн. ш. 103.52° зх. д.
О́круг Ба́умен (англ. Bowman County) — округ (графство) у штаті Північна Дакота, США. Ідентифікатор округу 38011.

## Населення
За даними перепису
2000 року
загальне населення округу становило 3242 осіб, усе сільське.
Серед мешканців округу чоловіків було 1576, а жінок — 1666. В окрузі було 1358 садиб, 891 родин, які мешкали в 1596 будинках.
Середній розмір родини становив 2,95 особи.
Віковий розподіл населення поданий у таблиці:
| Стать    | До 15 років | 15-21 | 22-29 | 30-39 | 40-49 | 50-65 | 65-85 | Понад 85 |
| -------- | ----------- | ----- | ----- | ----- | ----- | ----- | ----- | -------- |
| Чоловіки | 279         | 145   | 104   | 198   | 288   | 248   | 266   | 48       |
| Жінки    | 323         | 141   | 90    | 180   | 273   | 266   | 315   | 78       |

## Суміжні округи
- Слоуп — північ
- Адамс — схід
- Гардінґ, Південна Дакота — південь
- Феллон, Монтана — захід

## Виноски
1. ↑  American FactFinder. Бюро перепису населення США. Архів оригіналу за 26 лютого 2012. Процитовано 31 січня 2008. [Архівовано 2008-05-21 у Wayback Machine.]

| США | Це незавершена стаття з географії США. Ви можете допомогти проєкту, виправивши або дописавши її. |